# Wiesengrund (Naturschutzgebiet)
Das Naturschutzgebiet Wiesengrund liegt auf dem Gebiet der Stadt Altlandsberg und der Gemeinde Neuenhagen bei Berlin im Landkreis Märkisch-Oderland in Brandenburg.
Das Gebiet mit der Kenn-Nummer 1535 wurde mit Verordnung vom 26. Juni 2003 unter Naturschutz gestellt. Das rund 117,5 ha große Naturschutzgebiet erstreckt sich in und südlich der Kernstadt Altlandsberg und nordöstlich des Kernortes der Gemeinde Neuenhagen bei Berlin. Durch das Gebiet hindurch verläuft die Landesstraße L 33, nördlich und östlich verläuft die L 30 und am südlichen Rand die A 10.